# World Popular Song Festival
A World Popular Song Festival vagy Yamaha Music Festival, nem hivatalosan a „Keleti Eurovíziós Fesztivál” egy nemzetközi dalverseny volt 1970 és 1989 között a tokiói Yamaha Music Foundation szervezésében. Az első rendezvényt 1970. november 20-22-én rendezték 37 résztvevővel különböző országokból. Az eseményt a tokiói 14,200 férőhelyes Nippon Budokan Hall-ban rendezték meg. Minden előadó szigorúan élőben énekelt és minden fellépőt a Yamaha Pops Orchestra kísért.

## A dalverseny
A WPSF szellemi atyja Genichi Kawakami, a Yamaha Music Foundation elnöke volt, aki a 60-as évek végén kétségbeesetten keresett egy megfelelő eszközt arra, hogy tovább fejlesszék a zenét és a zene iránti érdeklődést. Kezdetben nemzetközi zeneiskolákat hozott létre (Yamaha Music School) amelyek 1965-től jöttek létre szerte a világban (USA, Németország, Mexikó, Kanada, Thaiföld) és a Yamaha Music Foundation arra kérte az iskolákat, hogy küldjenek be dalokat a versenyre. Az Egyesült Államok és Kanada lelkesen reagált a kezdeményezésre, és több énekest is elindítottak az 1969-es versenyen. Amerikából Joan Wignesst és Betty Deant, míg Kanadából Evelyn Heeset küldték Tokióba. A hangsúly a dalokon volt, de nagy figyelmet kaptak a szerzők is.
A WPSF tényleges alapjait 1969-ben rakták le és november 23-án került megrendezésre Nemu-no-Sato vagyis Competition Concours Final címmel, de ezt módosították Popcon-ra. Az első Popcon tulajdonképpen egy japán fesztivál volt, amelybe nemzetközi előadók is benevezhettek.  
Az első Popcon dalversenyt 1969 november 23-án rendezték meg. Akkor 3 ország, Japán, USA és Kanada vett részt és összesen 41 dal indult a versenyen. 3 előadó nyerte meg a nagydíjat, de emellett "kiemelkedő dal" kategóriában is osztottak elismerést. A győztes kilétéről nincs pontos adat.
Az alapítvány mottója: "Örömet szerezni a nemzetek között a zenén keresztül", továbbá, hogy nincsenek határok, tehát bármely országból, politikai nézetektől függetlenül részt lehetett venni a versenyen.
1970-ben Kawakami úgy döntött, minden évben november táján megrendez egy független nemzetközi dalverseyt a tokiói Nippon Budokan Hall-ban tehát 1970 november 20-22 között Tokyo Internatinal Song Contest címmel rendezték meg a versenyt és Japán szerte is több regionális elődöntőt tartottak. 1970-ben már 47 országból 584 versenyző érkezett, hogy a két elődöntőn bekerülhessenek a legjobb 21 közé jutásért. Az első WPSF győztese Izrael volt Hedva & David duettjével. Ani Holem Al Naomi (Naomiról álmodom) című daluk két millió példányban kelt el világszerte, mely megalapozta az új fesztivál komolyságát és világszerte egyre nagyobb érdeklődés mutatkozott a Dalverseny iránt. A tökéletes szervezés, a kiváló együttesek és a lenyűgöző látványtechnika is hozzásegítette hogy egyre népszerűbb lett a WPSF. Háromszor is díjazták magát a dalversenyt; a Legjobb Zenei Fesztivál a Világban; Legjobb Rendező - bronz díj; Nemzetközi Fesztiválszervezetek Szövetségének díja.
Mivel a fesztivál nyitott volt, így bármely országból, akár több résztvevő, több dallal is részt vehetett. Több előadót helyi táncdalfesztiválokon választottak ki, vagy az előadó vagy a lemezkiadó benevezhette a pályázó dalt. De nemzetközi zenei fesztiválokon (Cannes) is felfigyeltek a tehetséges előadókra, de volt példa arra is, hogy a Yamaha Music Foundation küldött meghívót egy egy ismertebb énekesnek. A dalversenyesn az akkori kor vezető zenei stílusirányzatai szólaltak meg, gyors tempójú rockdalok, popballadák és vidám diszkóslágerek, de előfordult blues, hard rock, r'n'b és jazz is. Illetve a nyolcvanas években divatba jött szintetizátor alapú dalok. Az egzotikus országok résztvevőinek köszönhetően felcsendültek reggae, szamba, flamenco stílusú dalok is.

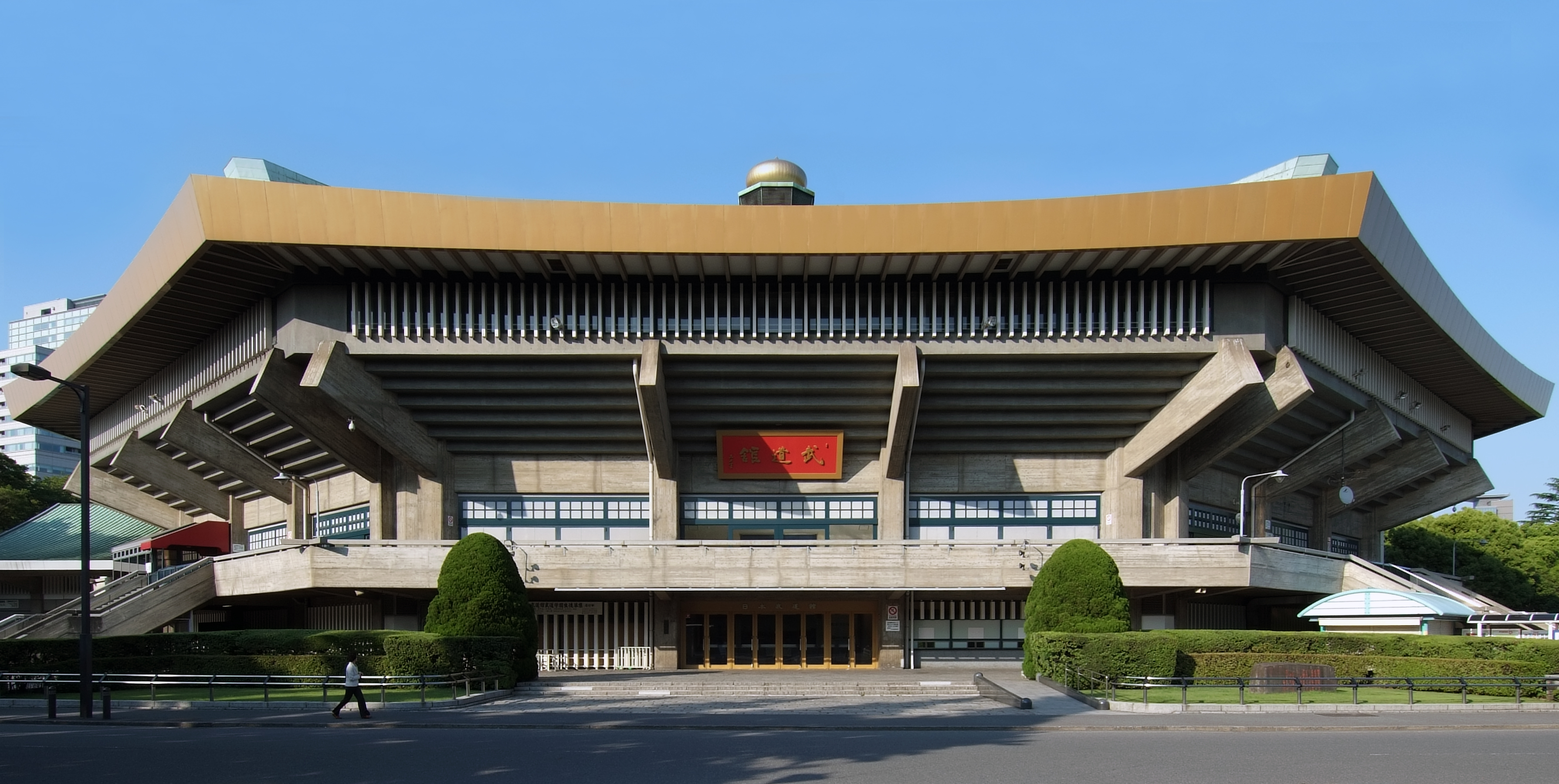
Nippon Bdokan Hall

1970 és 1982 között három egymást követő napon került megrendezésre a fesztivál. Az első két napban a már korábban szakmai zsűri által kiválasztott legjobb 40-45 japán és külföldi pályázó lépett színpadra a kétfordulós elődöntőben, majd a harmadik napon a legjobb 12-15 vehetett részt a döntőben.  1983-tól már csak kétnaposra szűkült a verseny. Az első nap lezajlott az elődöntő, a második napon pedig a döntő. 1986-tól pedig már csak 1 napig tartott a fesztivál, ahol a legjobb versenydalokat énekelték el.
Japán és külföldi tv-csatornák is közvetítették az eseményeket illetve összefoglalókat. Japánban a Fuji TV 30 milliós nézőszámot ért el a műsor ideje alatt, míg világszerte 100 millióan követhették figyelemmel az eseményeket, többek között a BBC1 (TV és rádió) valamint a mexikói Televisa jóvoltából.
Kezdőként számos ismert előadóművész próbálta ki szerencséjét a WPSF fesztiváljain, köztük az ABBA is, még Björn & Benny néven, miközben két társuk, Agnetha és Anni-Frid a háttérben vokálozott; Céline Dion, aki az 1982-es fesztiválon különdíjat nyert a legjobb dal kategóriában; csak úgy, mint később Bryan Adams, Eros Ramazzotti, Demis Roussos, La Toya Jackson vagy az Erasure együttes. Bonnie Tyler már mint nemzetközileg is ismert és elismert  énekesnő 1979-ben nyerte meg a fesztivál nagydíját (Grand Prix-díj), ami után rögtön lemezei és válogatásalbumai jelentek meg Japán kiadásban.
A WPSF történelmének legsikeresebb résztvevője az Egyesült Királyság volt, mely az 1970-es években ötször nyerte meg a WPSF Grand Prix díját,  ebből hármat közvetlen egymás utáni években, majd az Egyesült Államok követte négy Grand Prix-győztes résztvevővel.  Több kisebb ország is ért el sikereket a 19 év során, 1972-ben Jamaica Ernie Smith dalával, 1974-ben Norvégia Ellen Nikolaysen dalával, 1982-ben Kuba Osvaldo Rodríguez dalával, és 1983-ban Magyarország a Neoton Família együttes dalával.
1987-ben volt utoljára hivatalos Yamaha Dalverseny, 1988-ban 12 ország 15 előadója lépett színpadra, köztük Kyle Minogue is, de eredményt nem hirdettek. 1989-ben pedig egy jubileumi koncertet (All-Star Edition) adtak az előző évek nyerteseinek 9 legjobbja, melyek két-két dalt adtak elő. A Neoton Família a nyertes, Time Goes Bye illetve a European Rock című dalukat adták elő. Két vendégország is meghívást kapott az eseményre. A Dél-Afrikai Köztársaság egy neves előadója az And Friends nyitotta a jubileumi koncertet a Children Of The World című dallal, majd az 1970-es fesztivál győztes dalát adták elő japán nyelven Judy Ongg és Tsunehiko Kamijo Naomi No Yume címmel. A kilencedik fellépő Bonnie Tyler volt, aki nyertes dalával (Sitting on the Edge of the Ocean) és Holding Out for a Hero című slágerével zárta a sort. A fináléban pedig a szintén díszvendégként hívott Stevie Wonder énekelte el Parents Of The World című dalát. 
Az esemény 10 millió yenes bevételét a UNICEF javára ajánlották fel.
1969 és 1988 között 115 ország, köztük Tajvan, Niger, Ceylon, Zaire, Kuba, Uruguay is indított résztvevőt. Rekord számú külföldi (nem japán) versenyző jelentkezett. 1986-ban 58 országból 2072 pályázat érkezett. A legtöbb külföldi Európából (~40%) ezt követi Észak-Amerika (~25%), Ázsiából, Japán kivételével (~20%) a maradék ~15% Afrikából, Dél-Amerikából és Óceániából érkezett. A fesztiválra összesen 500,000 dallal pályáztak, ebből 650-et énekelhettek el az elődöntőkben és a döntőkben.
1973-tól 1987-ig, majd az 1989-es jubileumi Dalverseny hanganyagát minden évben kiadták LP lemezen illetve több válogatáslemezt is kiadtak Japánban a fesztivál legjobb dalaival.

## A zsűri
A WPSF zsűrije teljesen "amatőrökből" állt, így garantált volt a korrekt pontozás. A dalt a saját érdemei alapján kellett megítélni és nem a zeneszerző vagy az előadó ismertségétől, vagy személyétől. A hétköznapi emberek előítéletek nélkül tudják megítélni a dalokat. 
Két csoportot hoztak létre. Az egyikben a japán esküdtek, a másikban pedig a nemzetközi bírák. Minden évben új bírákat választottak mindkét csoportban. Aki benyújtotta a pályázatát, kapott egy igazolást amelyre elbírálásokat kellett szimulálni korábbi regionális dalversenyről és ezt vissza kellett küldeni a Yamaha Music Foundation részére. Ezek alapján választották ki az esküdtek a legjobb 15-öt, figyelembe véve, hogy a jelentkezők nyitottak az új zenei irányzatokra és következetesen tudják kommentálni a dalokat. Ezek után egy 1 órás vitán kellett részt venni, melynek eredményeképpen választották ki azt a 7 külföldi zsűritagot, akik később értékelhették a versenydalokat.

## A díj
A Yamaha World Popular Song Festival Grand Prix díja egy arany medál volt illetve a hozzá tartozó emlékplakett valamint a győztesnek járó, kezdetben 4 ezer, majd 5 ezer és a hetvenes évek végétől már 10 ezer dolláros pénzjutalom. A második helyezett ezüst medált vehetett át. 
Az aranymedált Yasusuke Adachi a egyik legnépszerűbb japán tervező készítette. 
A "kiemelkedő teljesítmény" jutalma 200 dollár volt, míg a "kiemelkedő dal" értéke 1500 dollár. A "Kawakami díj" (amit csak Japán előadóknak ítéltek oda) 2000 dolláros honoráriummal járt, míg a "legjobb dal" kategória nyertese 3000 dollárral lett gazdagabb. A közönségdíj nem járt jutalommal.

## Magyar sikerek és kudarcok
- 1970- Magyarországról az Omega együttes, vagyis Janos Kober & Omega Group dala jutott be a versenyre és az első elődöntő 14. fellépőjeként adták elő a Gyöngyhajú lány című daluk angol verzióját, Girl With Pearls In Her Hair címmel. 1970-ben 34 ország 584 versenydala közül került be a legjobb 21 közé. A döntőben a 3. helyen végeztek, kiemelkedő előadás és kiemelkedő dal kategóriában díjazták az együttest.
- 1971 - A Locomotiv GT Touch Me, Love Me, Rock Me című dalukkal szintén bekerültek a fináléba. A 14. helyen végeztek, de díjat nem nyertek. Ebben az évben 56 országból 767 dalból választották ki a legjobb 24-et. Ebben az évben adták ki első ízben a dalverseny fináléját dupla bakelitlemezen WORLD POPULAR SONG FESTIVAL IN TOKYO 1971 - LIVE 2-LP címmel. Az első lemez, B oldalának 4. dala az Omega slágere.
- 1972 - Kovács Kati került be a legjobb 46 dal közé, és a második elődöntőben adta elő Van jó minden rosszban című dalát, azonban a legjobb 22 közé már nem került be.
- 1973 - Koncz Zsuzsa Hé, Mama című dalával eljutott a második elődöntőig, de a fináléban már nem sikerült újra fellépnie.
- 1974 - Ismét magyar siker, Vincze Viktória Hány Éjjel Vártam című dalával az első elődöntőben, negyedikként lépett színpadra és sikerült továbbjutnia a legjobb 23 közé. A döntőben a harmadik helyen végzett és kiemelkedő dal kategóriában díjazták.
- 1975 - A fesztivált Gábor S. Pál Yamaha himnusz szerzeményével nyitották meg. Ismét a Locomotiv GT utazott Tokióba, ugyanis 32 ország 1546 versenydala közül bejutottak a 42 legjobb közé, és a második elődöntőben adták elő  Álomarcú lány dalukat, azonban a legjobb 22 közé nem jutottak be.[5] Mivel a rendezőség a beválogatott dalok közé sorolta Katona Klári egyik korábbi Made in Hungary-s számát is Schöck Ottó - S. Nagy István: Mikor rád talál a hajnal, így Katona Klári is ott volt az eseményen.[forrás?]
- 1977, 1978 - Nem jutott be magyar dal az elődöntőkbe.
- 1979 - Szűcs Judith, A Tender Loving Touch című dalával sikerült bekerülnie a legjobb 32 közé, azonban az első elődöntőt követően nem jutott be a fináléba.
- 1980, 1981, 1982 - Nem jutott be magyar dal az elődöntőkbe.
- 1983 - A legnagyobb magyar siker a Dalfesztiválon. A Neoton Família (Newton Family) Time Goes Bye című dalukkal megnyerték a Grand Prix díjat. 60 ország, 1994 versenydala közül lettek ők a legjobbak. A győztes dal többféle kiadásban is megjelent Japánban, illetve szintén csak a szigetországban kiadtak egy More Greatest Hits 20 lemezt is. Többen feldolgozták a slágert, többek között japán énekesek is.
- 1984 - Katona Klári, Amíg Várok Rád című dalával bekerült az elődöntőbe, de nem jutott tovább a fináléba.
- 1985, 1986 - Nem jutott be magyar dal az elődöntőkbe.
- 1987 - A dalverseny már nem kétfordulós elődöntővel kezdődött, hanem egy fordulós volt. Magyarországról egy kevésbé ismert együttes, a Viki & Flirt jutott be a legjobb 15 közé és a 11. helyen végeztek Rock And Roll Ride című dalukkal.
- 1988 - Nem jutott be magyar dal a versenyre és győztest sem hirdettek.
- 1989 - Jubileumi koncert, amelyen fellépett a Neoton Família is.

## Grand Prix-díj győztesek
| Év   | Ország                         | Előadó                         | Dal                                   |
| ---- | ------------------------------ | ------------------------------ | ------------------------------------- |
| 1970 | Izrael                         | Hedva & David                  | "I Dream of Naomi"                    |
| 1971 | Franciaország                  | Martine Clémenceau             | "Un Jour l'Amour"                     |
| 1971 | Japán                          | Tsunehiko Kamijo & Rokumonsen  | "Tabidachi No Uta"                    |
| 1972 | Egyesült Királyság             | Capricorn                      | "Feeling"                             |
| 1972 | Jamaica                        | Ernie Smith                    | "Life is Just for Livin'"             |
| 1973 | Olaszország                    | Gilda Giuliani                 | "Parigi a Volte Cosa Fa"              |
| 1973 | Egyesült Államok               | Shawn Phillips                 | All the Kings and Castles             |
| 1973 | Egyesült Királyság             | Keeley Ford                    | "Head over Heels"                     |
| 1974 | Norvégia                       | Ellen Nikolaysen               | "You Made Me Feel I Could Fly"        |
| 1975 | Mexikó                         | Mister Loco                    | "Lucky Man"                           |
| 1975 | Japán                          | Miyuki Nakajima                | "Jidai (Time Goes Around)"            |
| 1976 | Olaszország                    | Franco & Regina                | "Amore Mio"                           |
| 1976 | Japán                          | Sandy                          | "Goodbye Morning"                     |
| 1977 | Egyesült Királyság             | Rags                           | "Can't Hide My Love"                  |
| 1977 | Olaszország                    | Mia Martini                    | "Ritratto di donna"                   |
| 1977 | Japán                          | Masanori Sera and Twist        | "Anta no Ballade"                     |
| 1977 | Törökország                    | Ajda Pekkan                    | "A Mes Amours"                        |
| 1978 | Egyesült Királyság             | Tina Charles                   | "Love Rocks"                          |
| 1978 | Japán                          | Hiroshi Madoka                 | "Musoubana (Fly on All the Way)"      |
| 1979 | Egyesült Királyság             | Bonnie Tyler                   | "Sitting on the Edge of the Ocean"    |
| 1979 | Japán                          | Crystal King                   | "Daitokai (In the City of Strangers)" |
| 1980 | Egyesült Államok               | Mary MacGregor                 | "What's The Use"                      |
| 1981 | Kuba                           | Osvaldo Rodríguez              | "Digamos Que Mas Da"                  |
| 1982 | Egyesült Államok               | Anne Bertucci                  | "Where Did We Go Wrong"               |
| 1983 | Magyarország                   | Neoton Família                 | "Time Goes By"                        |
| 1984 | Kanada                         | France Joli                    | "Party Lights"                        |
| 1985 | Argentína                      | Valeria Lynch                  | "Rompecabezas"                        |
| 1986 | Egyesült Államok               | Stacy Lattisaw                 | "Longshot"                            |
| 1987 | Ausztrália                     | Pseudo Echo                    | "Take on the World"                   |
| 1988 | Nem adták át a díjat!          | Nem adták át a díjat!          | Nem adták át a díjat!                 |
| 1989 | Jótékony célú rendezvény volt! | Jótékony célú rendezvény volt! | Jótékony célú rendezvény volt!        |

Forrás:

## Díjkategóriák
- Nemzetközi Grand Prix-díj
- Hazai Grand Prix-díj 1975-1979
- Legkiemelkedőbb előadás (MOPA)
- Kiemelkedő előadás (OPA)
- Kiemelkedő dal (OSA)
- Kawakami-díj